# Scaled Composites SpaceShipTwo
Lo Scaled Composites Modello n 339 SpaceShipTwo (SS2) è uno spazioplano sub-orbitale sperimentale dotato di un motore a razzo ibrido, sviluppato dall'azienda statunitense The Spaceship Company, una joint venture fra la Scaled Composites (la compagnia aeronautica dell'ingegnere Burt Rutan) e la Virgin Galactic del magnate Richard Branson, nell'ambito del proprio programma Tier One, senza fondi governativi.
Destinato ad essere usato come vettore per il turismo spaziale, è attualmente in fase di test di volo. Il primo prototipo è andato perso durante il volo del 31 ottobre 2014 a seguito di un comando attivato in una fase non prevista del volo, con conseguente cedimento strutturale del velivolo. Nell'incidente è rimasto ucciso un pilota, mentre l'altro ha riportato gravi ferite.

## Storia
Il 28 settembre 2006, Richard Branson presentò un modello di cabina passeggeri della navetta SpaceShipTwo alla fiera espositiva NextFest, tenutasi nel Javits Convention Center di New York. Le caratteristiche della navetta furono svelate alla stampa nel gennaio del 2008, affermando che la costruzione del velivolo era stata completata al 60%.
Lo spazioplano fu presentato per la prima volta al pubblico il 7 dicembre 2009, presso lo spazioporto nel deserto del Mojave in California.
La Virgin Galactic stima di operare, a regime, una flotta di 5 velivoli, con il primo servizio di trasporto passeggeri spaziale previsto dopo il 2012 ed ha già iniziato ad accettare prenotazioni per voli suborbitali con un costo del biglietto di 200000 $.
La navetta SpaceShipTwo è trasportata fino alla parte alta dell'atmosfera dal velivolo madre, lo Scaled Composites White Knight Two, da cui si stacca per essere spinta dal suo motore a razzo nello spazio, oltre la linea di Kármán (posta per convenzione a 100 km di altitudine) e da cui rientrerà planando per un atterraggio convenzionale.
Il 31 ottobre 2014, durante un test nel Deserto del Mojave, il primo esemplare di SpaceShipTwo, denominato VSS Enterprise, ha subito un cedimento strutturale in volo 8 secondi dopo l'accensione del motore e 4 secondi dopo l'azionamento (non previsto in quella fase del test) del sistema di frenatura aerodinamica. Il copilota Mike Alsbury è rimasto ucciso, mentre il pilota Peter Siebold si è eiettato rimanendo ferito in modo grave.
Una seconda navicella, la VSS Voyager, è in fase di costruzione.
Il 12 dicembre 2020, la Virgin Galactic fallisce un ulteriore test di volo. L'aereo WhteKnigthTwo è salito in quota fino ai 15000 metri, sganciando come da programma lo spazioplano Vss Unity. A quel punto, il motore principale di Unity si è acceso per un momento, spengendosi subito dopo e causando l’abbandono della missione. Lo spazioplano e quindi atterrato in sicurezza. La compagnia ha quindi dichiarato "The ignition sequence for the rocket motor did not complete.  Vehicle and crew are in great shape. We have several motors ready at Spaceport America. We will check the vehicle and be back to flight soon."

## Tecnica
Il progetto SpaceShipTwo è in parte basato sulle tecnologie sviluppate per la SpaceShipOne da Burt Rutan, relativamente al programma della Scaled Composites, Tier One.
La SpaceShipTwo è uno spazioplano con un basso allungamento alare disegnato per trasportare passeggeri nello spazio. Ha una capacità massima di otto occupanti: sei passeggeri e due piloti. L'apogeo della navetta è previsto a 110 km (nella termosfera), 10 km più in alto della linea di Kármán. La navetta raggiungerà i 4200 km/h spinta da un singolo motore a razzo ibrido, il RocketMotorTwo, che utilizza protossido di azoto come ossidante e un composto a base di gomma come combustibile solido.
Lo svolgimento del volo prevede lo sganciamento dal velivolo madre ad una quota di 15200 metri e l'accelerazione a velocità supersonica in meno di otto secondi. Dopo 70 secondi, il motore a razzo si spegne e la navetta continua la salita per inerzia fino alla massima altitudine. La cabina misura una lunghezza di 3,66 m per un diametro di 2,28 m.
Grazie alla bassa velocità di rientro, la SpaceShipTwo utilizza una traiettoria che ricorda quella del volàno nel gioco del Badminton e che le permette di rientrare in atmosfera con un angolo qualsiasi, a differenza delle navette spaziali che rientrano dall'orbita a velocità prossime a 25000 km/h e quindi necessitano un rigoroso angolo di rientro, ed inoltre di scudi termici per dissipare il calore.
Per aumentare la resistenza e la stabilità della navetta nella fase iniziale della ricaduta in atmosfera, le estremità posteriori delle ali vengono ruotate verso l'alto di circa 65°. Ad un'altitudine di circa 24000 m, le ali sono riportate nella configurazione iniziale consentendo il rientro in volo planato verso lo spazioporto.

## Programma di sviluppo

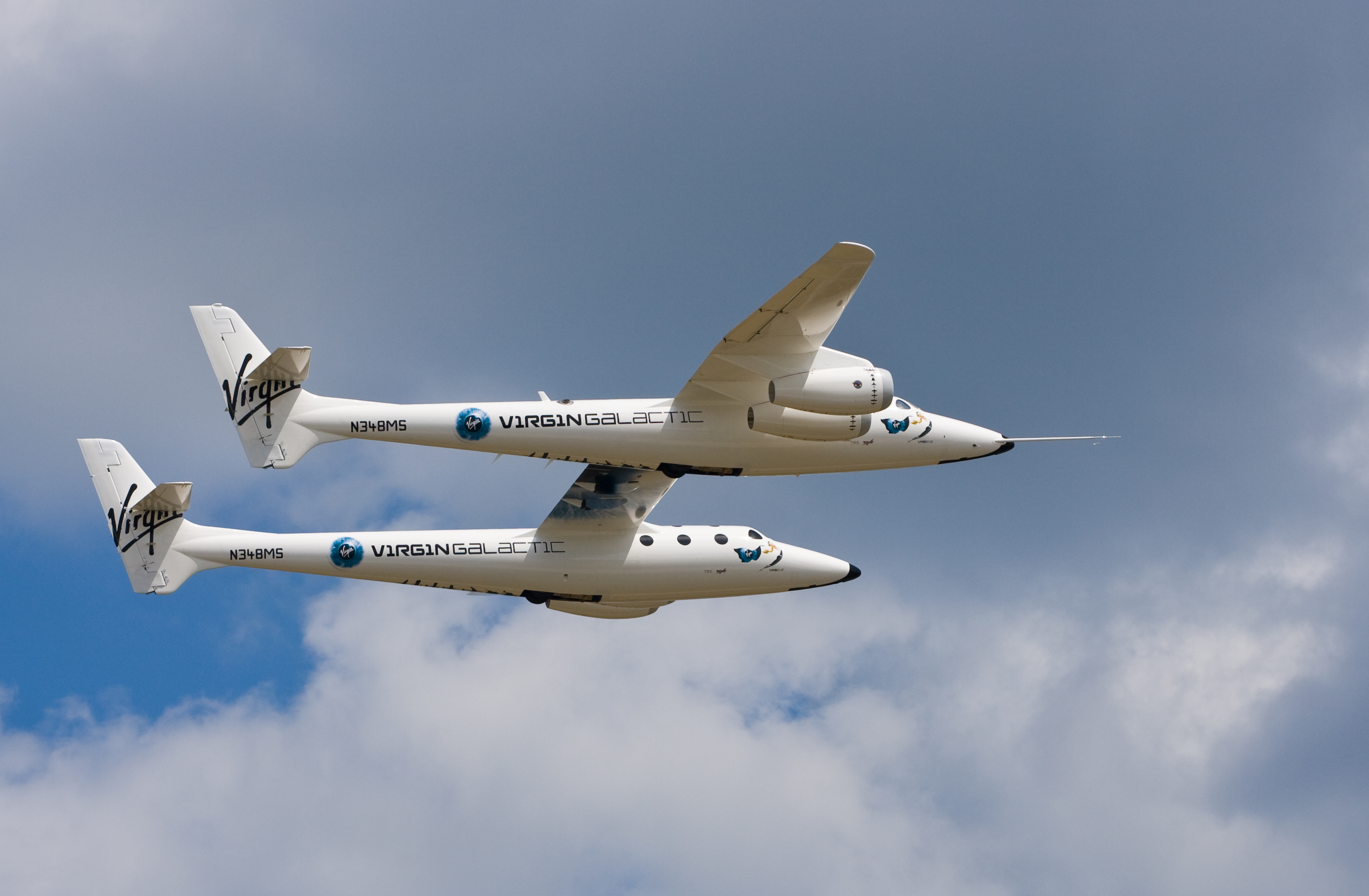
Il WhiteKnightTwo in volo senza la navetta SpaceShipTwo

Il programma di prove della SpaceShipTwo prevede sette fasi: prove a terra, voli vincolati alla WhiteKnightTwo, prove di volo planato, prove di volo subsonico con breve accensione del motore a razzo, prove di volo supersonico in atmosfera, volo nello spazio suborbitale e, infine, processo di certificazione presso la Federal Aviation Administration per ottenere una licenza di trasporto commerciale per voli spaziali.
Il 22 marzo 2010, la navetta SpaceShipTwo VSS Enterprise iniziò le prove di volo vincolato al velivolo madre WhiteKnightTwo.
Un secondo test fu eseguito, sempre senza equipaggio a bordo, il 16 maggio 2010 raggiungendo un'altitudine di 51 000 piedi (15 545 m), mantenendola per 5 ore per testare l'avionica e l'impianto di pressurizzazione della navetta.
Il 15 luglio 2010 la VSS Enterprise compì il suo primo volo (vincolato) con equipaggio, della durata di 6 ore e 21 minuti, seguito, il 30 settembre, da un altro volo vincolato propedeutico alla fase di prove in volo planato.
Il 10 ottobre 2010 la navetta eseguì il primo volo planato con equipaggio a bordo. Fu sganciata dalla VMS Eve a una quota di 45 000 piedi (13 716 m) e planò con successo fino all'atterraggio nello spazioporto del Mojave.
Il primo volo di prova in configurazione di rientro in atmosfera (con le ali ripiegate) fu eseguito il 4 maggio del 2011. Il 9 giugno 2011, un problema tecnico impedì lo sgancio della navetta dal velivolo madre durante l'undicesimo volo planato programmato.
Nel dicembre del 2012, completato il programma di prove in volo planato, fu installato il motore a razzo. Il 29 aprile 2013 è stato acceso il motore in volo per la prima volta.
| Volo                                                                  | Data              | Durata       | Altitudine                       | Velocità massima               | Pilota / co-pilota |
| --------------------------------------------------------------------- | ----------------- | ------------ | -------------------------------- | ------------------------------ | ------------------ |
| ?? / PF04                                                             | 31 ottobre 2014   |              | cedimento strutturale            |                                | Siebold / Alsbury  |
| ?? / GF31                                                             | 7 ottobre 2014    |              |                                  |                                | Siebold / Sturckow |
| ?? / GF30                                                             | 28 agosto 2014    |              |                                  |                                | Siebold / Alsbury  |
| ?? / GF29                                                             | 29 luglio 2014    |              |                                  |                                | Masucci / Siebold  |
| 149 / GF28                                                            | 17 gennaio 2014   | 14 min, 12 s |                                  |                                | Siebold / Sturckow |
| 147 / PF03                                                            | 10 gennaio 2014   | 12 min, 43 s | 22000 m                          | Mach 1,4                       | Mackay / Stucky    |
| 141 / GF27                                                            | 11 dicembre 2013. | 11 min       |                                  |                                | Stucky / Masucci   |
| 132 / PF02                                                            | 5 settembre 2013  | 14 min       | 21000 m                          | Mach 1,43                      | Stucky / Nichols   |
| 131 / GF26                                                            | 8 agosto 2013     | 10 min       |                                  |                                | Stucky / Mackay    |
| 130 / GF25                                                            | 25 luglio 2013    | 11 min, 52 s |                                  |                                | Stucky / Mackay    |
| 115 / PF01                                                            | 29 aprile 2013    | 13 min       | 17130 m                          | Mach 1,22                      | Stucky / Alsbury   |
| 114 / CF01                                                            | 12 aprile 2013    | 10 min, 48 s |                                  |                                | Stucky / Alsbury   |
| 113 / GF24                                                            | 3 aprile 2013     | 9 min        |                                  |                                | Stucky / Nichols   |
| 109 / GF23                                                            | 19 dicembre 2012  | 13 min, 24 s |                                  |                                | Stucky / Alsbury   |
| 93 / GF22                                                             | 11 agosto 2012    | 8 min, 2 s   |                                  |                                | Stucky / Binnie    |
| 92 / GF21                                                             | 7 agosto 2012     | 9 min, 52 s  |                                  |                                | Siebold / Colmer   |
| 91 / GF20                                                             | 2 agosto 2012     | 8 min        |                                  |                                | Stucky / Nichols   |
| 90 / GF19                                                             | 18 luglio 2012    | 10 min, 39 s |                                  |                                | Siebold / Nichols  |
| 88 / GF18                                                             | 29 giugno 2012    | 13 min       |                                  |                                | Stucky / Mackay    |
| 87 / GF17                                                             | 26 giugno 2012    | 11 min, 22 s |                                  |                                | Siebold / Alsbury  |
| 73 / GF16                                                             | 29 settembre 2011 | 7 min 15 s   |                                  |                                | Stucky / Nicols    |
| 68 / GF15                                                             | 27 giugno 2011    | 7 min 39 s   |                                  |                                | Siebold / Binnie   |
| 67 / GF14                                                             | 23 giugno 2011    | 7 min 33 s   |                                  |                                | Stucky / Nicols    |
| 66 / GF13                                                             | 21 giugno 2011    | 8 min 55 s   |                                  |                                | Siebold / Nicols   |
| 65 / GF12                                                             | 15 giugno 2011    | 10 min 32 s  |                                  |                                | Stucky / Nicols    |
| 64 / GF11                                                             | 14 giugno 2011    | 13 min 18 s  |                                  |                                | Siebold / Shane    |
| 62 / (CC12)                                                           | 9 giugno 2011     | N/A          | Volo programmato ma non eseguito |                                | Siebold / Shane    |
| 61 / GF10                                                             | 25 maggio 2011    | 10 min, 14 s | più di 50 000 piedi (15 240 m)   |                                | Stucky / Binnie    |
| 60 / GF09                                                             | 19 maggio 2011    | 11 min, 32 s |                                  |                                | Siebold / Binnie   |
| 59 / GF08                                                             | 10 maggio 2011    | 13 min, 2 s  |                                  |                                | Stucky / Shane     |
| 58 / GF07                                                             | 4 maggio 2011     | 11 min, 5 s  | 51 500 piedi (15 697 m)          | 15 500 piedi (4 724 m) per min | Siebold / Nichols  |
| 57 / GF06                                                             | 27 aprile 2011    | 16 min, 7 s  |                                  |                                | Stucky / Alsbury   |
| 56 / GF05                                                             | 22 aprile 2011    | 14 min, 31 s |                                  |                                | Siebold / Shane    |
| 47 / GF04                                                             | 13 gennaio 2011   | 11 min, 34 s |                                  | 250 kn EAS 3,8 g               | Stucky / Nichols   |
| 45 / GF03                                                             | 17 novembre 2010  | 11 min, 39 s |                                  | 246 kn EAS 3,5 g               | Siebold / Nichols  |
| 44 / GF02                                                             | 28 ottobre 2010   | 10 min, 51 s |                                  | 230 kn EAS 3 g                 | Stucky / Alsbury   |
| 41 / GF01                                                             | 10 ottobre 2010   | 13 min       | 46 000 piedi (14 021 m)          | 180 kn EAS 2 g                 | Siebold / Alsbury  |
| GFxx=Volo planato (Glide Flight)                                      |                   |              |                                  |                                |                    |
| CCxx=Volo vincolato (Captive Carry)                                   |                   |              |                                  |                                |                    |
| CFxx=Volo con motore attivato ma senza combustione (Cold Flow Flight) |                   |              |                                  |                                |                    |
| PFxx=Volo con motore acceso (Powered Flight)                          |                   |              |                                  |                                |                    |

### Operatori
Il cliente di lancio della SpaceShipTwo è la Virgin Galactic, che ha ordinato cinque velivoli. I primi due sono stati battezzati VSS (Virgin Space Ship) Enterprise, e VSS Voyager.
A maggio del 2011, solo la VSS Enterprise ha compiuto voli planati, mentre la VSS Voyager non ha ancora iniziato le prove in volo.
La navetta SpaceShipTwo decolla dal Mojave Air & Space Port in California. Spaceport America (formalmente Southwest Regional Spaceport), uno spazioporto da 212 milioni di dollari costruito nel Nuovo Messico con contributi in parte governativi, sarà il sito di lancio definitivo quando inizieranno i voli commerciali.

## Operazioni commerciali

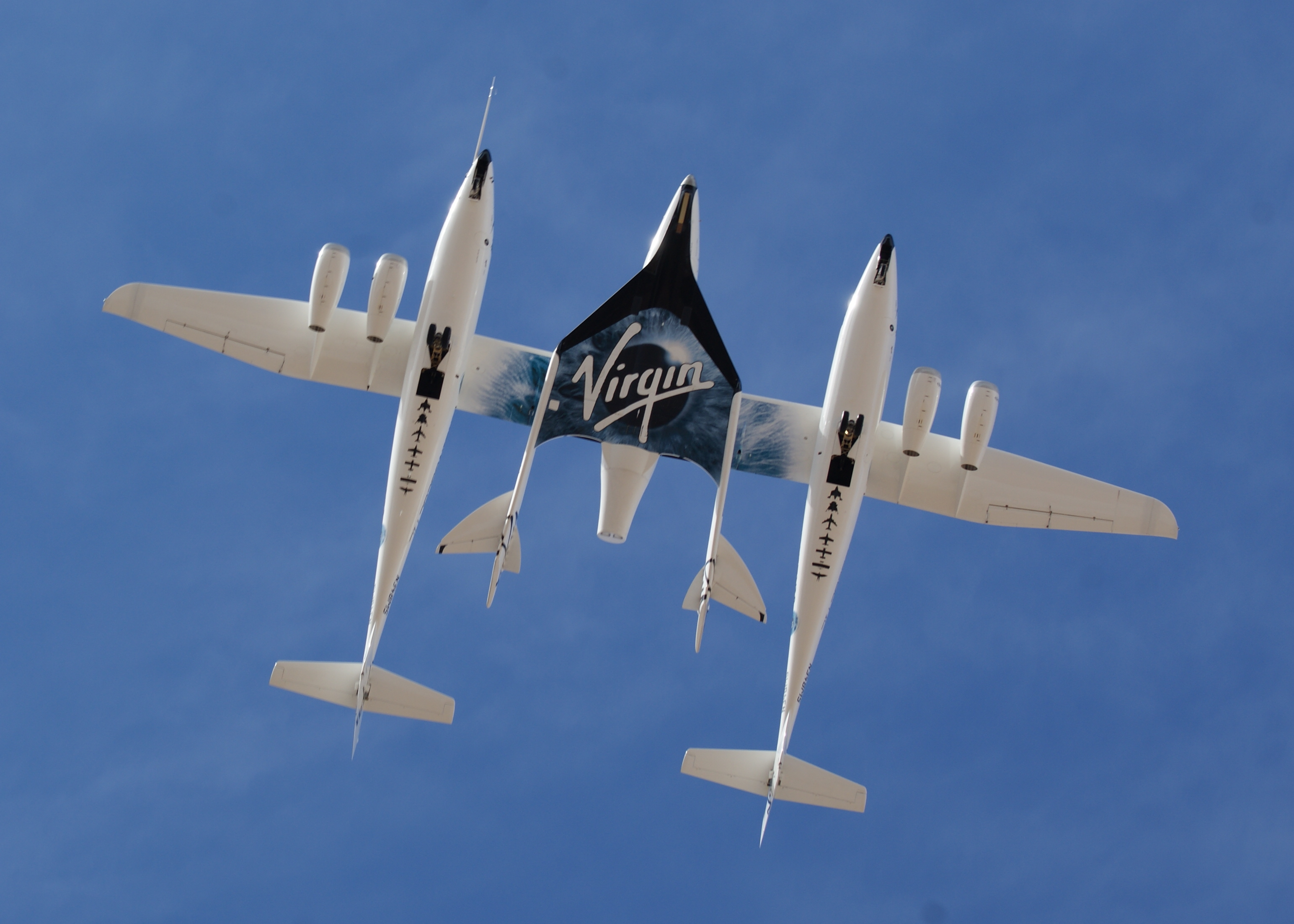
Volo della SpaceShipTwo (VSS Enterprise) ancorata alla WhiteKnightTwo (VMS Eve), durante l'inaugurazione dello Spaceport America nell'ottobre 2010.

La durata del volo in una tipica missione commerciale sarà di circa due ore e mezzo, di cui solo pochi minuti saranno trascorsi effettivamente nello spazio. Il prezzo del biglietto è stato inizialmente fissato in 200 000 dollari. Più di 65 000 aspiranti turisti spaziali si sono contesi un biglietto del primo lotto di 100. A dicembre del 2007, la Virgin Galactic aveva già 200 clienti paganti prenotati per i primi voli ed il 95% di loro aveva passato i test nella centrifuga a 6-8 g. All'inizio del 2011, il numero era salito a 400 paganti.
Si prevedeva che i passeggeri potessero salire a bordo per il primo volo commerciale nel 2012, anche se nel 2009 la Virgin Galactic si rifiutò di fornire una tempistica certa sui voli commerciali, annunciando comunque che questi, in ogni caso, sarebbero partiti dallo Spaceport America.

### Programma NASA sRLV
Oltre ai voli suborbitali per il trasporto di passeggeri, la Virgin Galactic commercializzerà anche servizi per missioni scientifiche suborbitali.
La SpaceShipTwo è stata proposta nell'ambito del programma della NASA per un lanciatore suborbitale riusabile. La Virgin prevede di raggiungere i 110 km di altitudine in 90 minuti, con la possibilità di mantenere condizioni di microgravità per circa quattro minuti. I voli di ricerca per la NASA potrebbero iniziare anche durante la fase di certificazione della navetta.

### Progetti futuri
Nell'agosto del 2005, il presidente della compagnia di turismo spaziale Virgin Galactic, affermò che in caso di successo della SpaceShipTwo, il passo successivo vedrebbe la nascita di un velivolo orbitale (la SpaceShipThree). Nel 2008, la Virgin Galactic cambiò i piani prevedendo la possibile introduzione di un velivolo da trasporto (sempre suborbitale), ma in grado di collegare in breve tempo spazioporti differenti (ad esempio Londra-Sydney in 2 ore).